# Conde de Nova Goa
Conde de Nova Goa é um título nobiliárquico criado por D. Luís I de Portugal, por Decreto de 7 de Junho de 1864, em favor de D. Luís Caetano de Castro e Almeida Pimentel de Sequeira e Abreu (1840-1914).
A Rainha D. Maria II quis, por forma de agradecimento a todo o serviço prestado ao Reino e à Família Real, atribuir um título nobiliárquico, o que Filipe Folque recusou sempre. Depois de muita insistência aceitou mas que fosse atribuído um título, mas a seu genro, D. Luís Caetano de Castro e Almeida Pimentel de Sequeira e Abreu, Conde de Nova Goa (por D. Luís I) por vontade do seu sogro.
Titulares
1. D. Luís Caetano de Castro e Almeida Pimentel de Sequeira e Abreu, 1.º Conde de Nova Goa.

Após a Implantação da República Portuguesa, e com o fim do sistema nobiliárquico, usaram o título: 
1. D. Luís Filipe Folque de Castro, 2.º Conde de Nova Goa;
2. D. Vasco Luís Jardim de Castro, 3.º Conde de Nova Goa;
3. D. Luís Eduardo de Mendia de Castro, 4.º Conde de Nova Goa.